# Isis & Osiris
Isis & Osiris is een bordspel voor 2 tot 4 spelers, bedacht door Michael Schacht en uitgegeven door 999 Games. Bij dit spel spelen een goed geheugen en tactisch inzicht een belangrijke rol.

## Doel van het spel
Het doel van het spel is om door middel van het strategisch plaatsen van speelstenen en puntentegels een zo hoog mogelijke score te bereiken. Deze score wordt bepaald door de hoogte van de puntentegels die horizontaal en verticaal rondom de speelstenen van de spelers liggen.

## Speelmateriaal
Het spel wordt gespeeld met behulp van de volgende speelmaterialen:
Het speelbord

Het speelbord bestaat uit een raster met speelvlakken voor het plaatsen van speelstenen. Het bord is opgebouwd uit 6 x 6 vlakken. Langs de zijkanten van het bord bevinden zich een positief (blauw) en een negatief (rood) scorespoor.
22 puntentegels

Deze puntentegels zijn er met de volgende waarden:
- +1 (2x)
- +2 (6x)
- +3 (2x)
- +4 (1x)
- -1 (2x)
- -2 (6x)
- -3 (2x)
- -4 (1x)

32 speelstenen

Deze speelstukken zijn er in 4 speelkleuren, 8 stenen per kleur.
4 Telstenen

Deze telstenen zijn er ook in de 4 speelkleuren. Hiermee worden de scores van de spelers op het scorespoor gemarkeerd.

## Voorbereiding
1. Iedere speler kiest een kleur om mee te spelen en legt zijn telsteen voor zich op tafel.
2. De puntentegels worden geschud en gedekt op tafel neergelegd.
3. De speelstenen worden nu verdeeld:

- - Bij 2 spelers 8 speelstenen
  - Bij 3 spelers 6 speelstenen
  - Bij 4 spelers 5 speelstenen

## Verloop van het spel
De speler die aan de beurt is heeft de keuze uit twee acties:
1. Hij zet een speelstuk van zijn kleur op een vrij speelvlak.
2. Hij trekt een puntentegel, laat aan alle spelers de waarde zien die hier op staat en legt deze vervolgens gedekt op een vrij speelvlak.

Iedere speler voert telkens een van deze twee handelingen uit, net zo lang totdat er geen vrije speelvlakken meer over zijn op het speelbord.
Om tot een zo hoog mogelijk puntentotaal te komen is het dus van belang om goed te onthouden welke puntentegels waar op het speelbord liggen. Het is hierbij de kunst om de eigen speelstenen zo veel mogelijk bij de positieve tegels te leggen en de tegenspelers zo veel mogelijk negatieve tegels toe te spelen.

## Puntentelling
Wanneer er geen vrije speelvlakken meer over zijn op het speelbord kan de puntentelling van start gaan.
Rondom de speelstenen worden stuk voor stuk de puntentegels omgedraaid. Het puntentotaal voor de betreffende speelsteen wordt op het scorespoor gemarkeerd met de telsteen. Een positieve score wordt aangegeven op het blauwe spoor. Wanneer een speler een score beneden de 0 bereikt, wordt deze negatieve score op het rode spoor aangegeven. Wanneer alle tegels omgedraaid zijn is de eindscore bekend. De speler met het hoogste puntentotaal wint het spel.

## Spelkarakteristieken
| Onderwerp      |                               |
| -------------- | ----------------------------- |
| Aantal spelers | 2-4                           |
| Leeftijd       | vanaf 7 jaar                  |
| Speelduur      | 10-20 minuten                 |
| Speltype       | tactisch, concentratie, geluk |